# زید بن شاکر
زید بن شاکر (عربی: الامير زيد بن شاكر؛ زاده ۴ سپتامبر ۱۹۳۴ – درگذشته ۳۰ اوت ۲۰۰۲) سیاستمدار اهل اردن بود. وی ۱۲ سال به عنوان فرمانده ارشد ارتش اردن خدمت کرده‌است و ۳ بار نیز نخست‌وزیر اردن بوده‌است.